# احمد اوزاجار
احمد اوزاجار (انگلیسی: Ahmet Özacar; ۸ مهٔ ۱۹۳۷ – ۲۳ اکتبر ۲۰۰۵) بازیکن فوتبال اهل ترکیه بود.
از باشگاه‌هایی که در آن بازی کرده‌است می‌توان به باشگاه فوتبال بشیکتاش اشاره کرد.
وی همچنین در تیم‌های ملی فوتبال Turkey national football B team و ترکیه بازی کرده‌است.